# 詩話總龜
《詩話總龜》原名《詩總》，中國宋朝人阮阅编成，共十卷。
宋徽宗宣和五年癸卯（1123年）阮阅知郴州时編成《詩總》。《诗话总龟》多采小说家言，“在诗话中荟萃最为繁富”。绍兴年间，有闽中刻本，並易名為《诗话总龟》。宋孝宗乾道三年（1167年）前，皆以《诗话总龟》之名行世。《永乐大典》錄有《千家诗话总龟》，惜至清初已失佚不全。明朝嘉靖年间，朱厚焘以月窗道人之名刻有《诗话总龟》九十八卷本（前集四十八卷，后集五十卷），是目前僅存唯一刻本，但據稱“颇经改窜，非复旧观”。《诗话总龟》還有抄本存在，台湾国家图书馆珍藏现存最早的宋钞本《诗话总龟》六十卷。